# سومیتومو رابر

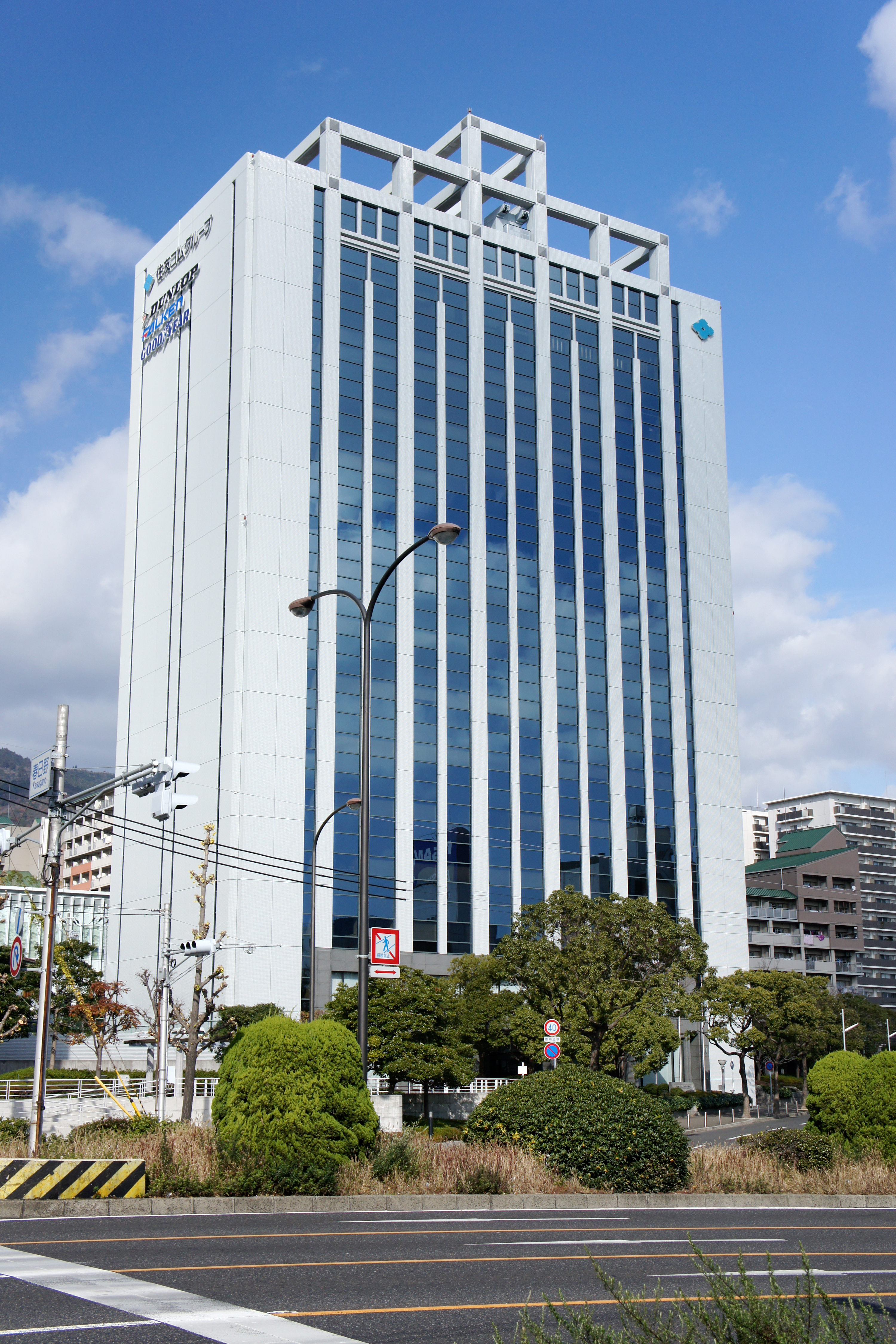
ساختمان دفتر مرکزی سومیتومو رابر

سومیتومو رابر (به ژاپنی: 住友ゴム工業株式会社) شرکت صنایع شیمیایی ژاپنی است، که در زمینه تولید تایرهای، خودرو، موتورسیکلت، دوچرخه و ماشین‌های مسابقات اتومبیل‌رانی، همچنین تولید کائوچو فعالیت می‌کند.
ریشه‌های تأسیس این شرکت به سال ۱۹۰۹ بازمی‌گردد، که شرکت دانلوپ ژاپن با مشارکت شرکت بریتانیایی دانلوپ و گروه سومیتومو راه‌اندازی شد. در سال ۱۹۶۳ در پی خریداری کلیه سهام این شرکت توسط گروه سومیتومو، نام آن به سومیتومو رابر تغییر پیدا کرد.
دفتر مرکزی این شرکت در شهر کوبه، ژاپن قرار دارد و بخشی از سهام آن در بازارهای بورس توکیو و بورس اوساکا معامله می‌شود.